# Oxyprorella misera
Oxyprorella misera är en insektsart som först beskrevs av Brunner von Wattenwyl 1878.  Oxyprorella misera ingår i släktet Oxyprorella och familjen vårtbitare. Inga underarter finns listade i Catalogue of Life.